# Musik som tortyr
Musik som tortyr är en amerikansk dokumentär-TV-serie om musiktortyr. Den handlar bland annat om hur fångarna behandlades vid Guantánamobasen, och användandet av musik i krig.